# Светослав Танев
Светослав Танев е български актьор.

## Биография
Светослав Танев е роден на 19 октомври 1968 г. в град София.
Завършва Софийският университет със специалност „Българска филология“ и започва да се занимава с реклама. Внук е на писателя Светослав Минков.

## Филмография
- Островът (2011) – Директор
- Стъклен дом (2011) – Благой, шеф на охраната на Mall Vitosha